# Лоренцо Челсі
Лоренцо Челсі (італ. Lorenzo Celsi) — 58-й венеційський дож у 1361—1365 роках.

## Біографія
Належав до заможного роду Челсі з парафії Сан-Мартино. Народився 1310 року. Замолоду за родинною традицією займався торгівлею, але поступово долучився до політичного життя. 1349 року був кандидатом до Сенату, куди увійшов 1352 року.
1350 року отримує посаду капітана галер в Константинополі. 1351 року стає розпорядником озброєнь (на кшталт обозного). Того ж року став членом Авагадорії (до 1352 року). 1353 року під час війни з Генуєю призначається капітаном Моря (на кшталт адмірала). На цій посаді він керував п'ятьма галерами, що супроводжували венеційські торговельні судна, що поверталися від турецьких бейликів, навантажені пшеницею. На своєму шляху захопив декілька ворожих торговельних суден.
У серпні 1354 року призначається подестою Тревізо. Наприкінці того ж місяця увійшов до комісії, що розглядала заворушення на Криті. У грудні 1355 року його обрали капітаном «пезанатського загону Склавонії» — регіонального ополчення, створеного в Далмації напередодні війни проти Угорського королівства. Він також отримав мандат завершити купівлю міст Клісса та Скардона, якою вже займалися на посаді генерал-капітаном Моря та проведитор Склавонії. Після купівлі Скардони 10 січня 1356 року призначається її ректором (намісником). У січні 1357 року повертається до Венеції.
У листопаді 1357 року він став генерал-капітаном Істрії, але після закінчення воєнних дій з Угорщиною його невдовзі відкликали до Венеції. У грудні 1358 року, все ще перебуваючи тут, він був присутній на укладенні угод про володіння між комуною Грісіньяни з Ульріхом фон Райфенбергом. У 1357—1358 роках входив до різних комісій мудрих (савіо).
У 1359—1360 року очолював посольства до імператора Карла IV. У листопаді 1360 року став капітаном Затоки (командував адріатичним флотом, що базувався на Корфу).

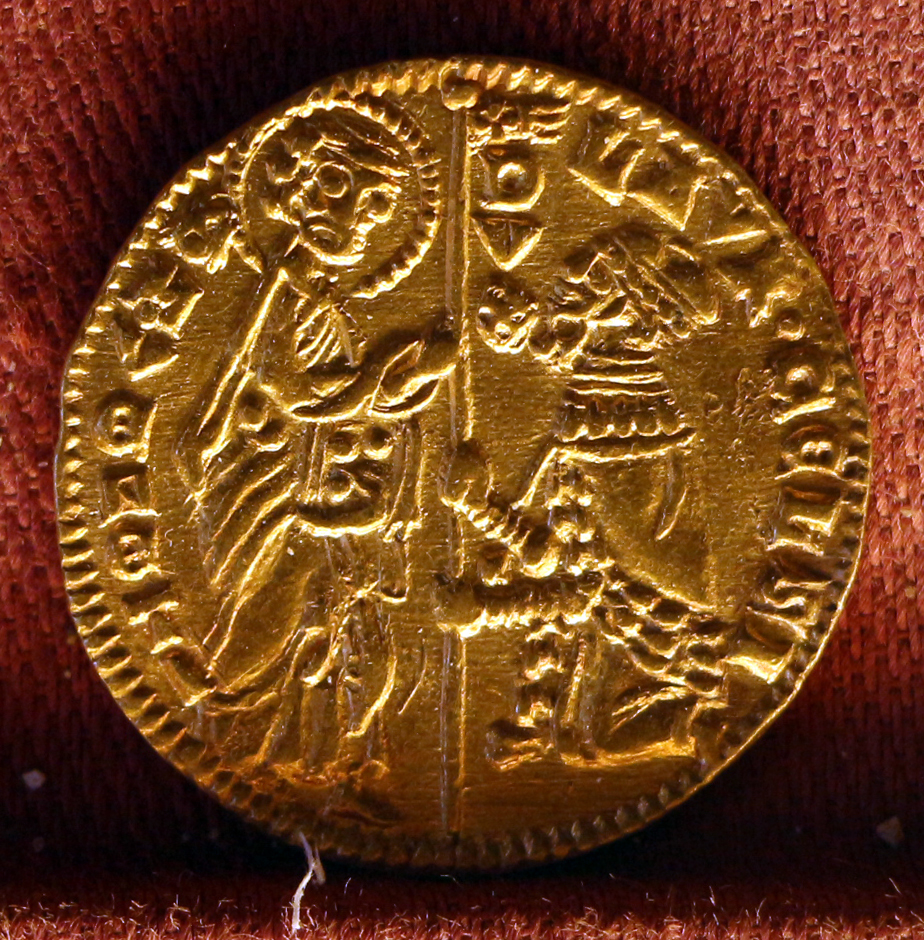
Цехін Лоренцо Челсі

16 липня 1361 року обирається дожем. Повертається з Корфу до Венеції 21 серпня 1361 року. Того ж року урочисто зустрів австрійського герцога Рудольфа IV. 1362 року прийняв кіпрського короля Петра I, але не підтримав ідею хрестового походу проти Мамлюкського султанату. Того ж року підтримав переїзд до Венеції поета Франческа Петрарки.
Водночас Венеція активно долучалася до «великої замятні» в Золоті Орді, намагаючись здобути переваги в торгівлі у порівнянні з Генуєю. 1362 року венеційці підтримали хана Кільдібека, за що Абдулах-хан розбив венеційські комори в Азаку.
У серпні 1363 року почалося повстання на Криті венеційських колоністів під орудою Марко Граденіго. 22 листопада 1363 року дож з метою поліпшення стосунків з венеційськими колоністами скасував закон про officium de navigantibus, яке передбачало фінансові обмеження, які могли собі дозволити лише найбагатші купці. У червні 1364 року повстання було придушено. Але спротив венеційцям продовжили православні греки на чолі із родом Каллергісів, що боролися до 1368 року.
В цей же період зумів зрештою домовитися з імператором Карлом IV, який зрештою визнав з Венецією належність Тревізької марки.
Його схильність до розкоші та пишноти сприймалася з підозрою, що більше пасувало абсолютному суверену, ніж дожу, і перед ним зазвичай йшов слуга з жезлом, майже наслідуючи скіпетр; іноді він організовував розкішні кавалькади містом.
Помер 18 липня 1365 року. За офіційною версією, він мав затьмарення розуму, викликане, на думку сучасників, дією отрути. Незадовго до його смерті Рада десяти почала розслідування його діяльності, але вже 30 липня було ухвалено рішення справу припинити, всі записи знищити, а те, що відбулося, надовго зберегти в таємниці. Його поховали в церкві Санта-Марія-делла-Челестія.